# Bank of Shanghai Headquarters
Bank of Shanghai Headquarters (chiń. upr. 上海银行大厦; chiń. trad. 上海銀行大廈; pinyin Shànghǎi Yínháng Dàshà) – wieżowiec w Szanghaju w Chinach. Ulokowany jest w znanej dzielnicy Pudong. Jest to obecnie 9. co do wysokości gmach w tym mieście. Plasuje się on za Grand Gateway Shanghai II. Mierzy 252 metry wysokości i 46 pięter. Jego budowa ruszyła w 2002 roku, zakończyła się natomiast w roku 2005. Jest dziełem Kenzo Tange Associates. Wykonano go w stylu modernistycznym. Jego powierzchnia wynosi 108 000 m², i jest wykorzystywana jako biura.